# Маккейб, Артур
Артур Джон Майкл Маккейб (англ. Arthur John Michael McCabe; 23 июня 1887 — 30 июля 1924) — австралийский регбист и игрок в регбилиг, чемпион летних Олимпийских игр 1908 года.

## Биография
Играл в классическом регби на позиции флай-хава, представлял «Саут Сидней» и команду Нового Южного Уэльса. Выступал на летних Олимпийских играх 1908 года в Лондоне в составе команды Австралазии (представляла Австралию и Новую Зеландию): в составе команды Австралазии (по сути, сборной Австралии) завоевал титул олимпийского чемпиона в матче против Великобритании (победа 32:3), занеся две попытки и набрав 6 очков.
Помимо Олимпийских игр, он участвовал в турне по Великобритании в 1908—1909 годах. Единственный матч за сборную Австралии сыграл 9 января 1909 года в Блэкхите против Англии.
По возвращении в Австралию Маккейб стал играть в регбилиг, провёл пять сезонов в сиднейском клубе «Саут Сидней Рэббитоуз» и выиграл в 1914 году чемпионат Нового Южного Уэльса. В 1910 году также стал лучшим бомбардиром чемпионата по попыткам, от команды удостоился прозвища «Блуждающий огонёк». В том же году сыграл за команду Нового Южного Уэльса по регбилиг, однако за сборную Австралии по регбилиг так и не сыграл.
Скончался 30 июля 1924 года в Редферне от сердечного приступа. Похоронен на Руквудском кладбище на следующий день: на похоронах присутствовали многие игроки в регбилиг Южного Сиднея и бывшие игроки австралийской сборной.

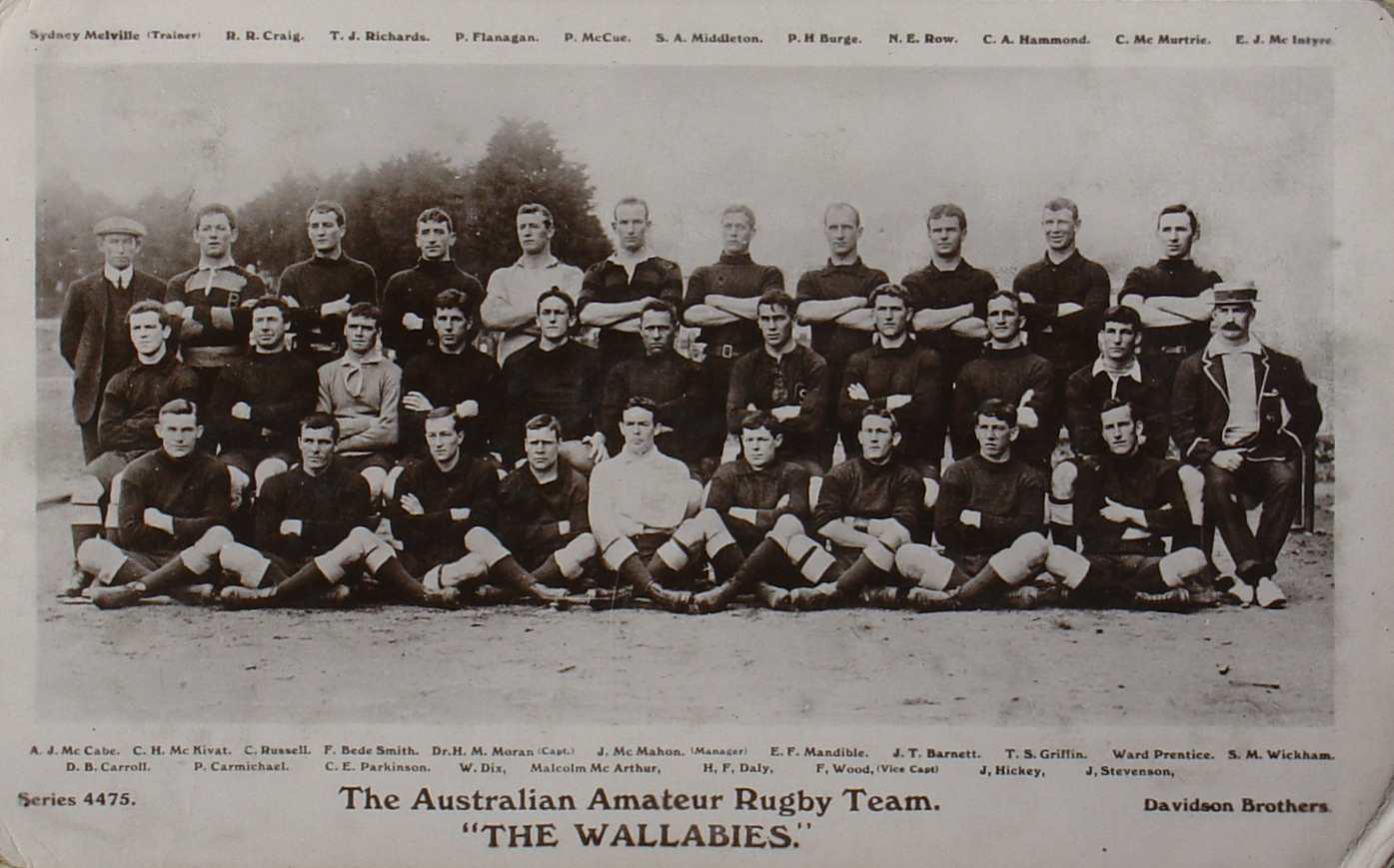
Сборная Австралии в турне 1908—1909 годов: Маккейб в среднем ряду, крайний слева